# Great Spirit
Great Spirit is een trance-single van Armin van Buuren in samenwerking met Vini Vici en Hilight Tribe uit 2017. Het nummer wordt gezongen in de taal van de Lakota.